# Edmond Freess
Edmond Freess, né le 29 août 1938 dans le 17e arrondissement de Paris et mort le 3 avril 2016 à Roussillon dans le Vaucluse  est un scénariste, réalisateur, acteur et artiste peintre français.

## Biographie
Ayant quelques attraits pour l'art, c'est durant sa scolarité, à l'âge de quinze ans, qu'il suit des cours à l'École des arts appliqués puis aux Beaux-Arts.
En 1956, il fait sa première exposition de peinture à la gouache à Paris.
À cette époque, une bande de copains répondant au nom des « allumés de la Place du Tertre... » est composé de Pierre Fabre, Albert Plantier, Annie Nobel, Philippe Fourastié, Monique Morelli, Jean-Max Rivière, Jean Ridez, Michel Magne et lui-même. Tous artistes, ils jouent ensemble dans diverses production et reste longtemps en contact.
Il fait une exposition de peinture, en 1958, à la galerie Atelier 9 qui était situé à l'impasse Trainée (rue Poulbot), sous le nom de Ange.
Son parcours est interrompue par un « voyage en Algérie organisé par l'Armée française » (de 1953 à 1961) comme il l'écrit avec humour dans son curriculum vitae.
Après son retour d'Algérie, il fait plusieurs expositions de peintures à Neuchâtel, Lausanne et Montmartre.
Il entre dans le monde du cinéma comme chef machiniste et décorateur (1965-1968) pour une vingtaine de films, notamment avec Jean-Luc Godard, Claude Chabrol, C. Belmond, J. Rouffinot. Durant les deux années qui suivent, il officie comme directeur artistique pour le film Les Gauloises bleues de Michel Cournot, qui ne peut être présenté au festival de Cannes pour cause d'interruption à la suite des évènements de Mai 68. Comme acteur, il tient un rôle (non crédité) dans le film La Bande à Bonnot de Philippe Fourastié. Durant cette période, il est auteur et réalisateur de six courts métrages dont L'Examen du petit. Le court métrage Comme larrons en foire représente la France au festival de Cannes.
Les années suivantes, il réalise une trentaine d'annonces publicitaires pour la télévision française et italienne.
Il ré-apparait devant l'écran, en 1972, comme acteur dans le feuilleton télévisé Mandrin de Philippe Fourastié, puis comme auteur réalisateur dans son premier long métrage, Le Trèfle à cinq feuilles, avec Philippe Noiret, Jean Carmet, Paul Préboist, Liselotte Pulver, qui est tourné en pays d’Apt en Luberon.
Quelques années plus tard, il continue sa carrière de scénariste et réalisateur avec le long métrage Deux imbéciles heureux, avec son ami Jean-Roger Caussimon et la collaboration des acteurs Maurice Biraud, Dora Doll et Armand Mestral. Ce film est tourné dans la région du Luberon.
Il arrête sa carrière cinématographique, dans les années 1980, après l'écriture du scénario du film Tout dépend des filles de Pierre Fabre.
Se consacrant à sa passion depuis toujours pour la peinture, il fait une exposition dans son fief montmartrois en 1976, suivi d'une exposition en 1978 à Rolle en Suisse et d'une autre en 1981 à Bonn et Freiburg en Allemagne.
Juste marié à sa femme Uli, c'est en 1982 qu'il s'installe définitivement dans le Luberon en acquérant une auberge équestre à proximité du village de Roussillon (Vaucluse). Il fait deux expositions à Paris, l'une privée en 1991 et l'autre à la galerie Transparence en 1995, avant d'ouvrir sa propre galerie d'art à Roussillon.
Productif, il fait une dizaine d'exposition de ses peintures dans diverses galeries et salons en plus de la création et l'inauguration d'une nouvelle galerie, « Atelier Edmond Freess », avant de s'éteindre le 3 avril 2016, dans sa région de création et d'adoption.

## Filmographie

### Scénariste
- 1980 : Tout dépend des filles de Pierre Fabre

### Réalisateur et scénariste
- 1969 : L'Examen du petit[14],[15].
- 1972 : Le Trèfle à cinq feuilles[16],[17].
- 1975 : Godefinger ou Certaines chattes n'aiment pas le mou, coréalisé par Jean-Pierre Fougea[18]
- 1976 : Deux Imbéciles heureux[19].
- 1980 : Comme larrons en foire

### Acteur
- 1968 : La Bande à Bonnot de Philippe Fourastié
- 1972 : Mandrin de Philippe Fourastié

### Directeur artistique
- 1968 : Les Gauloises bleues de Michel Cournot

### Assistant réalisateur
- * 1972 : L'Île au trésor (Treasure Island) de John Hough

## Chronologie des expositions
- 1956 : Première exposition de gouache à Paris.
- 1958 : Exposition à Paris, Galerie Atelier 9.
- 1963 : Exposition à Neuchâtel à Lausanne.
- 1965 : Exposition à Montmartre.
- 1976 : Retour à la peinture. Exposition dans le fief montmartrois.
- 1978 : Exposition à Rolle en Suisse.
- 1981 : Exposition à Bonn et Freiburg en Allemagne.
- 1991 : Exposition privée à Paris.
- 1992 : Exposition à la Galerie Transparence à Paris.
- 1995 : Ouverture de la Galerie d'art Freess Edmond. Rue du Jeu de Paume. 84220 Roussillon.
- 1995 : Exposition au Kunsthof à Bonn en Allemagne.
- 1997 : Exposition à la Galerie des Arcades du Beau Rivage Palace de Lausanne en Suisse.
- 1998 : Exposition à la Galerie Dorf Träff[20] à Opfikon à Zurich.
- 2000 : Exposition à Waterloo en Belgique et à l'Abbaye de Comburg à Schwäbisch Hall en Allemagne.
- 2001 : Exposition à la Galerie des Arcades du Beau Rivage Palace à Lausanne.
- 2001 : Ouverture de l'Atelier Edmond Freess à son domicile à Roussillon en Provence.
- 2008 : Exposition les Fontaines de Vaucluse, à la galerie: « Espace Sylla »[21] à Apt (Vaucluse).
- 2010 : Exposition à la Comburg: ProvenceImpressionen, à Schwäbisch Hall en Allemagne.